# Stanley Edgar Hyman
Stanley Edgar Hyman, né le 11 juin 1919 à New York et mort le 29 juillet 1970 à North Bennington, dans le Vermont, est un professeur universitaire, journaliste et critique littéraire américain.
Il est principalement connu pour avoir été l'époux de la romancière Shirley Jackson, bien qu'ayant joué un rôle important dans le développement de la théorie littéraire entre les années 1940 et 1950.

## Biographie

### Jeunesse et études
Stanley Hyman naît en 1919 à Brooklyn, New York. Fils de Moe Hyman, il grandit au sein d'une famille juive orthodoxe. Enfant précoce, intelligent et doté d'un grand sens de l'humour, il entre au lycée à l'âge de treize ans et, après avoir reçu son diplôme d'études secondaires, décide de devenir critique littéraire. Poussé par une voisine puis un moniteur de camp de vacances, Stanley développe sa culture et accroît au fil des années son indépendance intellectuelle ; dès l'adolescence, il s'affirme athée.
Après ses études du secondaire, à la fin des années 1930, il entre à l'université de Syracuse et adhère temporairement au communisme. Après avoir lu une nouvelle publiée dans la revue de l'université, The Meloria, il annonce vouloir épouser son auteure, qui n'est autre que Shirley Jackson. Les deux étudiants deviennent proches, liés par une même complicité intellectuelle : Stanley, qui croit au talent de Shirley, est le premier à l'encourager dans l'écriture. En 1938, il la demande en mariage, mais la période de fiançailles s'étend du fait d'être mal vue par leurs familles respectives ; Shirley vient d'une famille aisée catholique, tandis que Stanley, malgré son athéisme déclaré, est d'origine juive,.

### Premier mariage et carrière
En 1940, les deux fiancés sortent diplômés de l'université de Syracuse et se marient discrètement le 13 août 1940. Ils s'installent à Greenwich Village, et contribuent dans des revues pour gagner leur vie, notamment The New Republic (qui suivait alors une ligne progressiste voir procommuniste) et The New Yorker, où Stanley est employé en tant que rédacteur free-lance dans la rubrique « Talk of the Town »,. Ils ont ensemble quatre enfants : Laurence, né en octobre 1942, Joanne Leslie, née en 1945, Sarah Geraldine, née en 1948, et Barry Edgar, né en 1951.

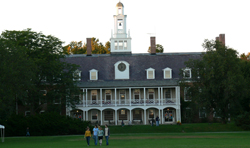
Bennington College, dans le Vermont.

En 1945, Stanley obtient un poste d'enseignant au Bennington College, dans le Vermont, une université privée d'arts libéraux : la famille emménage à North Bennington la même année. Mais quelques années seulement après leur arrivée, Stanley subit des désagréments à son lieu de travail : couchant avec certaines de ses élèves et soupçonné par le FBI d'être un sympathisant communiste, il quitte son poste de professeur en 1949, et déménage avec sa famille à Westport, dans le Connecticut, afin de pouvoir retrouver un emploi au sein du New Yorker,. Finalement, en 1953, le nouveau directeur du Bennington College invite Stanley à récupérer son poste d'enseignant, poussant le couple à retourner s'installer définitivement à North Bennington. Là-bas, il dirige notamment un cours populaire intitulé « Mythes, Rituels et Littérature » (Mythe-Ritual-Literature).
En 1948, quelque temps après la parution de la nouvelle de sa femme, La Loterie, Stanley fait publier son travail le plus important, The Armed Vision, qui ne connaît qu'un succès mitigé et passe presque inaperçu. Grand ami et partenaire littéraire de Ralph Ellison, il l'aiguille dans la rédaction de son roman Homme invisible, pour qui chantes-tu ?, et accueille chez lui à North Bennington de nombreux artistes et amis, notamment Dylan Thomas, Howard Nemerov, Bernard Malamud, Walter Bernstein et J. D. Salinger,,,.
Dans son travail, Stanley a une grande influence sur le développement de la critique littéraire et, poussé par son scepticisme quant aux méthodologies critiques de son temps, élabore entre autres un premier exemple de théorie critique. Grand amateur de jazz, il en est aussi un critique réputé, rédigeant une centaine d'essais sur le sujet en parallèle de sa carrière d'enseignant.
Au sein du foyer, Stanley n'agit pas en mari parfait : peu tenu à la monogamie et proposant à sa femme une relation ouverte lui permettant d'avoir des relations avec ses propres élèves, il ne participe pas à l'éducation de ses quatre enfants et préfère s'enfermer dans son bureau en demandant de ne pas être dérangé. Il est le seul à s'occuper des finances de la famille, alors que c'est Shirley qui leur permet de subvenir à leurs besoins grâce à la publication de ses nombreuses nouvelles dans différents magazines féminins. Le maintien du foyer par sa femme et la reconnaissance de ses œuvres attisent sa jalousie : devant ses amis, il lui arrive de se moquer d'elle et de discréditer son talent de romancière en la traitant d'« idiote douée »,.
De 1961 à 1965, Stanley est critique littéraire pour The New Leader (en). En 1962, la même année que la parution du retentissant Nous avons toujours vécu au château publié par sa femme, il fait paraître The Tangled Back, qui a pour objet l'analyse des œuvres de Charles Darwin, Karl Marx, James Frazer et Sigmund Freud d'un point de vue littéraire, mais le public n'est pas au rendez-vous et son livre est encore un échec.

### Second mariage et fin de vie
Le 8 août 1965, Shirley Jackson meurt dans son sommeil d'une insuffisance cardiaque. Stanley est dévasté par sa disparition et se révèle incapable d'entretenir le foyer. En décembre 1966, il épouse Phoebe Pettingell, une de ses anciennes étudiantes. Il a avec elle un enfant, Malcolm, né en 1970.
Pendant les années qui suivent son second mariage, Stanley regroupe les travaux inachevés et papiers de Shirley Jackson et compose avec deux ouvrages posthumes de l'autrice : The Magic of Shirley, publié en 1966 et qui regroupe son roman (en) The Bird's Nest, deux chroniques familiales et des nouvelles, puis le recueil Come Along With Me, publié en 1968, qui contient le roman inachevé éponyme, des nouvelles posthumes et des essais,.
Stanley Hyman meurt d'une crise cardiaque à North Bennington, moins de cinq ans après Shirley Jackson, le 29 juillet 1970, à l'âge de 51 ans.

### Descendance
Stanley et Shirley étaient les grands-parents de l'illustrateur franco-américain Miles Hyman.

## Postérité

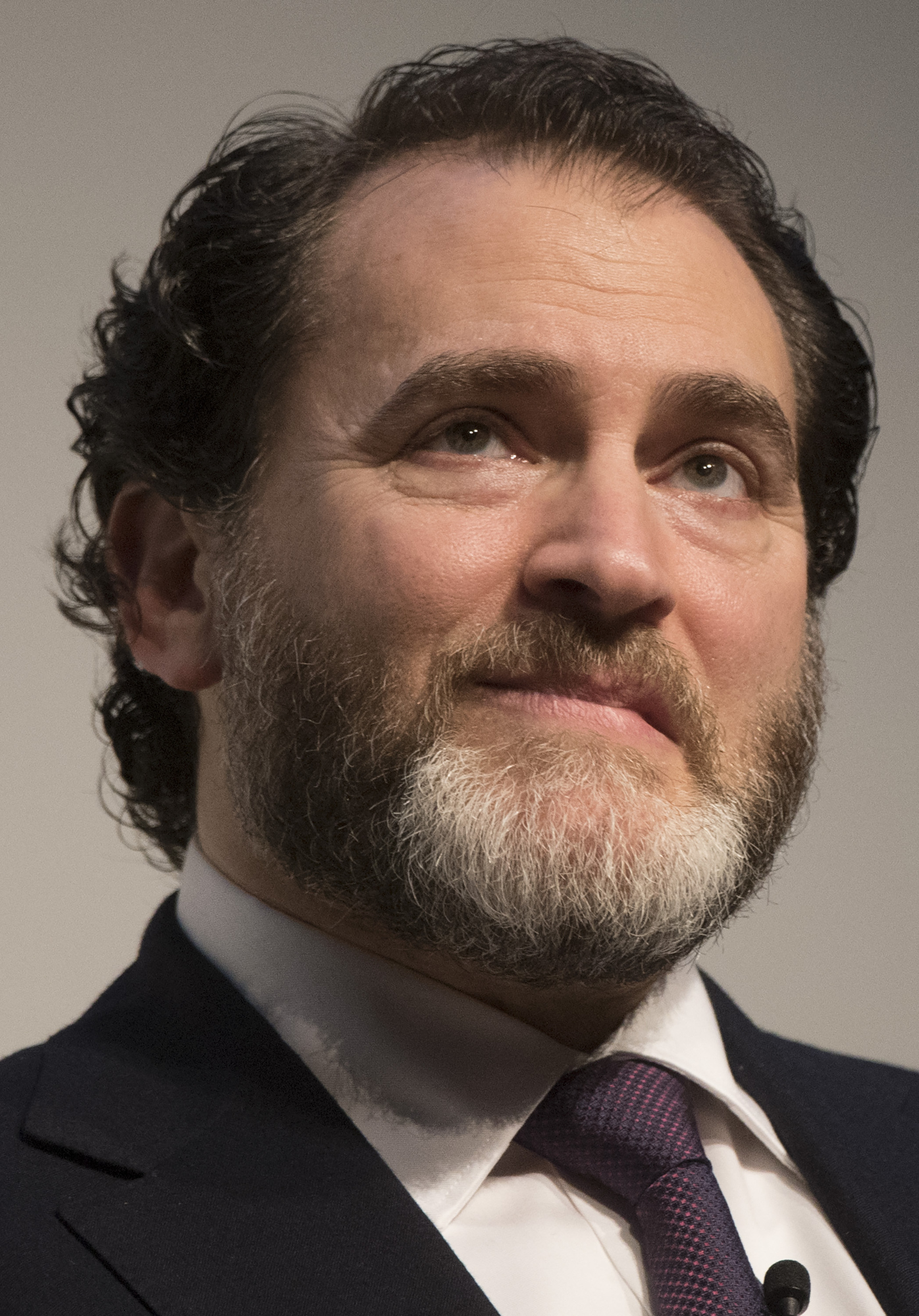
Michael Stuhlbarg, interprète de Stanley Hyman dans Shirley (2020).

Après sa mort, le poète Howard Nemerov a dédié un poème à Stanley Edgar Hyman, intitulé Myth & Ritual, en hommage au cours qu'il tenait au Bennington College.
Susan Scarf Merrell (en) a consacré en 2014 un roman, Shirley, a Novel, au personnage de Shirley Jackson et à celui de son mari, Stanley Edgar Hyman. Josephine Decker en a réalisé une adaptation, Shirley, en 2020. Le rôle de Shirley Jackson y est tenu par Elisabeth Moss et celui de Stanley Edgar Hyman par Michael Stuhlbarg.

## Œuvres

### Essais
- (en) The Armed Vision: A Study in the Methods of Modern Literary Criticism, Alfred A. Knopf, 1947
- (en) The Critical Performance: An Anthology of American and British Literary Criticism in Our Century, Vintage Books, 1956
- (en) Poetry and Criticism: Five Revolutions in Literary Taste, Atheneum Books (New York), 1961
- (en) The Tangled Bank: Darwin, Marx, Frazer and Freud as Imaginative Writers, Atheneum Books (New York), 1962

- (en) Standards: A Chronicle of Books for Our Time, Horizon Press (New York), 1966
- (en) Iago: Some Approaches to the Illusion of His Motivation, Atheneum Books (New York), 1970

- (en) The Critic's Credentials: Essays and Reviews, Atheneum Books, 1978édition réalisée par Phoebe Pettingell.

### Écrits de Shirley Jackson
- (en) The Magic of Shirley Jackson, Farrar, Straus and Giroux, 1966édition arrangée par Stanley Hyman.
- (en) Come Along With Me: Part of a Novel, Sixteen Stories, and Three Lectures, Viking Press, 1968édition arrangée par Stanley Hyman.

## Distinctions
En 1967, Stanley est récompensé d'un prix de critique (Award in Criticism) par l'Académie américaine des arts et des lettres.
En 1969, Stanley est récompensé par la Bourse Guggenheim et en devient boursier.